# آه گوم‌بی من
آه گوم‌بی من (به کره‌ای:오 마이 금비) نام سریالی است که در سال ۲۰۱۶ میلادی از شبکه‌کی بی اس ۲ کشور کره جنوبی پخش شد.

## بازیگران
- هو جونگ-اون در نقش یو گوم‌بی
- اوه جی-هو در نقش مو هی چول
- پارک جین هی در نقش گو کانگ هی
- اوه یون-آه در نقش یو جویونگ
- سو هیون چول در نقش کونگ گیل هو
- لی این هیه در نقش هو جه کیونگ
- شین سو یون در نقش اون سو
- لی جی هون در نقش چا چی سو
- پارک مین سو در نقش هوانگ جائه سا
- کانگ جی وو در نقش هونگ شیلا
- ایم هیه یونگ در نقش کانگ مین آ
- کیم کی یون در نقش گو می ران
- کانگ سونگ جین در نقش گو جون پیل
- کیم دو هیون در نقش چویی جائه جین
- کیم نان هویی در نقش کیم هی یونگ
- کیم جه جونگ در نقش کیم وو یون
- گیل هه یون در نقش کیم یونگ جی
- جونگ این سئو در نقش سوهی
- لی جونگ سو در نقش ماسانگ سو

## عوامل سازنده
- کارگردانان: کیم یونگ جو، آن یونگ جونگ
- نویسنده‌ها: جون هو سونگ

## خلاصهٔ داستان
سریال آه گوم‌بی من دربارهٔ پدری است که از دختر ۸ ساله اش مراقبت می‌کند. این کودک به آلزایمر مبتلا شده و کم‌کم حافظه اش را از دست می‌دهد. بیماری گیوم بی یک بیماری نادر است که باعث می‌شود بدن فرد به درستی سوخت و ساز کلسترول و چربی‌ها را انجام ندهد. به این وضعیت آلزایمر دوران کودکی می‌گویند. پدر گیوم بی یک کلاهبردار دست و پا چلفتی است که برای مراقبت از فرزندش همه کار می‌کند. از طرفی پرستار این دختر وارد زندگی آن‌ها می‌شود و چیزهای زیادی دربارهٔ گرانبها بودن زندگی به آن‌ها یاد می‌دهد.